# Liga Campionilor EHF Feminin 2009-2010 - Fazele eliminatorii
Fazele eliminatorii ale Ligii Campionilor EHF Feminin 2009-2010 s-au desfășurat între 10 aprilie și 15 mai 2010. 
Primele două echipe clasate în fiecare grupă principală au avansat în semifinale.

### Semifinalele
| Echipa #1         | Total | Echipa #2              | Tur   | Retur |
| ----------------- | ----- | ---------------------- | ----- | ----- |
| Viborg HK         | 53–48 | Larvik HK              | 27-21 | 27-26 |
| Győri Audi ETO KC | 45–49 | Oltchim Râmnicu Vâlcea | 25-25 | 24-20 |

### Meciul tur
| 10 aprilie 2010 21:15 (UTC+2) | Viborg HK   | 27 – 21 | Larvik HK | Viborg Stadionhal, Viborg Asistență: 2.400 Arbitri: Raluy, Sabroso |
| 10 aprilie 2010 21:15 (UTC+2) | Mikkelsen 6 | (13–13) | Sulland 8 | Viborg Stadionhal, Viborg Asistență: 2.400 Arbitri: Raluy, Sabroso |
| 10 aprilie 2010 21:15 (UTC+2) | 3×          | Cronica | 2×        | Viborg Stadionhal, Viborg Asistență: 2.400 Arbitri: Raluy, Sabroso |

| 11 aprilie 2010 17:15 (UTC+2) | Győri Audi ETO KC | 25 – 25 | Oltchim Râmnicu Vâlcea | Magvassy Mihály Sportcsarnok, Győr Asistență: 2.800 Arbitri: Lazaar, Reveret |
| 11 aprilie 2010 17:15 (UTC+2) | Amorim 6          | (14–15) | Pușcașu 5              | Magvassy Mihály Sportcsarnok, Győr Asistență: 2.800 Arbitri: Lazaar, Reveret |
| 11 aprilie 2010 17:15 (UTC+2) | 2× 3×             | Cronica | 3×                     | Magvassy Mihály Sportcsarnok, Győr Asistență: 2.800 Arbitri: Lazaar, Reveret |

### Meciul retur
| 17 aprilie 2010 14:45 (UTC+2) | Larvik HK | 27 – 26 | Viborg HK | Arena Larvik, Larvik Asistență: 2.500 Arbitri: Hakansson, Nilsson |
| 17 aprilie 2010 14:45 (UTC+2) | Althaus 7 | (10–13) | Mørk 8    | Arena Larvik, Larvik Asistență: 2.500 Arbitri: Hakansson, Nilsson |
| 17 aprilie 2010 14:45 (UTC+2) | 2× 3×     | Cronica | 6× 1×     | Arena Larvik, Larvik Asistență: 2.500 Arbitri: Hakansson, Nilsson |

| 18 aprilie 2010 17:15 (UTC+3) | Oltchim Râmnicu Vâlcea | 24 – 20 | Győri Audi ETO KC | Sala Sporturilor Traian, Râmnicu Vâlcea Asistență: 3.000 Arbitri: Pedersen, Mortensen |
| 18 aprilie 2010 17:15 (UTC+3) | Nechita 7              | (11–10) | Görbicz 6         | Sala Sporturilor Traian, Râmnicu Vâlcea Asistență: 3.000 Arbitri: Pedersen, Mortensen |
| 18 aprilie 2010 17:15 (UTC+3) | 4× 3×                  | Cronica | 3×                | Sala Sporturilor Traian, Râmnicu Vâlcea Asistență: 3.000 Arbitri: Pedersen, Mortensen |

### Finala
Pe 20 aprilie 2010, în urma unei trageri la sorți, s-a decis ce echipă va juca în deplasare în meciul tur.
| Echipa #1 | Total | Echipa #2              | Tur   | Retur |
| --------- | ----- | ---------------------- | ----- | ----- |
| Viborg HK | 60–52 | Oltchim Râmnicu Vâlcea | 28-21 | 31-32 |

### Meciul tur
| 8 mai 2010 16:15 (UTC+2) | Viborg HK | 28 – 21 | Oltchim Râmnicu Vâlcea | Messecenter Herning, Herning Asistență: 4.000 Arbitri: Nikolić, Stojković |
| 8 mai 2010 16:15 (UTC+2) | Popović 9 | (14–11) | Neagu, Stanca 6        | Messecenter Herning, Herning Asistență: 4.000 Arbitri: Nikolić, Stojković |
| 8 mai 2010 16:15 (UTC+2) | 8× 3× 1×  | Cronica | 5× 3×                  | Messecenter Herning, Herning Asistență: 4.000 Arbitri: Nikolić, Stojković |

### Meciul retur
| 15 mai 2010 20:45 (UTC+3) | Oltchim Râmnicu Vâlcea | 31 – 32 | Viborg HK | Sala Polivalentă, București Asistență: 4.700 Arbitri: Dentz, Reibel |
| 15 mai 2010 20:45 (UTC+3) | Pidpalova 10           | (15–16) | Jurack 11 | Sala Polivalentă, București Asistență: 4.700 Arbitri: Dentz, Reibel |
| 15 mai 2010 20:45 (UTC+3) | 4× 3×                  | Cronica | 7× 3×     | Sala Polivalentă, București Asistență: 4.700 Arbitri: Dentz, Reibel |

| Câștigătoarea Ligii Campionilor EHF Feminin 2009/10 |
| --------------------------------------------------- |
| Danemarca                                           |
| Viborg HK Al treilea titlu                          |